# Peter Burckhardt

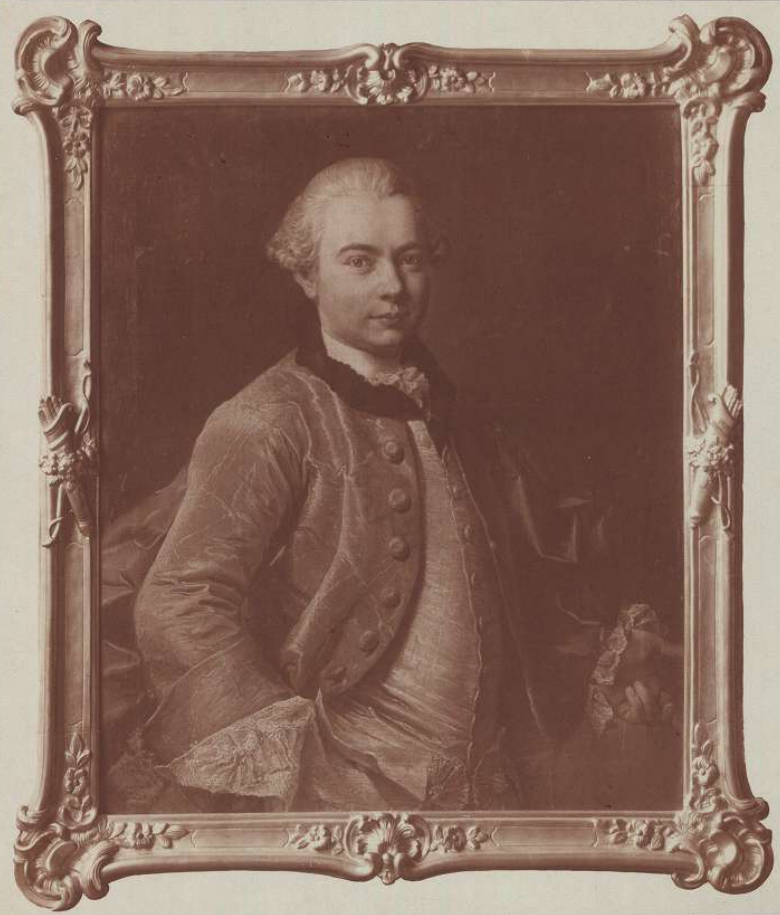
Peter Burckhardt-Forcart

Peter Burckhardt (auch Burckhardt-Forcart; * 25. August 1742 in Basel; † 24. März 1817 ebenda) war ein Schweizer Politiker.

## Leben
Peter Burckhardt entstammte einem alten Basler Patriziergeschlecht und wurde als Sohn des Hans Balthasar Burckhardt (1703–1773), Kaufmann, Angehöriger der „Dreizehner“ (des politisch einflussreichen Gremiums, das sich aus neun vom Kleinen Rat gewählten Mitgliedern und den vier Regierenden der Stadt zusammensetzte) und Tagsatzungsgesandter und der Valeria Beck (1710–1768) geboren. Er war ein Urenkel des Johann Balthasar Burckhardt (3. April 1642 in Basel, † 4. Mai 1722 ebenda), von 1705 bis 1722 Bürgermeister von Basel. Seine Schwester war Valeria Burckhardt (1730–1795), verheiratet mit Hans Rudolf Frey (1722–1798), Rechenrat. Peter Burckhardt übernahm 1761 die väterliche Firma der Seidenbandfabrikation. Er war Mitglied verschiedener in- und ausländischer Freimaurerlogen, unter anderem gehörte er der Loge „Zur Freundschaft und Beständigkeit“ in Basel an, die zuerst „Amité et Constance“ hiess und unter seiner Leitung zur deutschen Sprache überging und sich den heutigen Namen gab.
1772 wurde er in den Basler Grossen Rat gewählt und war von 1784 bis 1798 als Dreizehner im Kleinen Rat von Basel. In der Zeit von 1772 bis 1796 war er Tagsatzungsgesandter und in dieser Zeit wurde er 1789 Oberstzunftmeister. 1790 erfolgte seine Wahl zum Bürgermeister von Basel und er gab das Amt erst ab, als er zur Zeit der Helvetik 1798 Mitglied der Basler Nationalversammlung wurde. 1803 wurde er erneut in den Grossrat gewählt und ab 1811 war er wieder im Kleinrat. In der Zeit von 1811 bis 1815 wurde er erneut zum Bürgermeister von Basel gewählt. 1812 wurde er Landammann der Schweiz. Zwei Jahre vor seinem Tode zog er sich von allen öffentlichen Ämtern zurück.
Er war verheiratet mit Anna (* 3. Januar 1743 in Basel; † 28. Juli 1808 ebenda), eine Tochter des Dietrich Forcart (1713–1798) vom Landgut Mayenfels, Basler Grossrat und Stadtschreiber. Gemeinsam hatten sie fünf Kinder:
- Hans Balthasar Burckhardt (1762–1824), Kaufmann und Grossrat, verheiratet mit Anna Elisabeth De Bary (1765–1816);
- Helena Burckhardt (1765–1840), verheiratet mit Johann Jakob Bachofen (1755–1828), Bandfabrikant, erwarb 1811 das Weisse Haus in Basel;[5][6]
- Johann Rudolf Burckhardt (1768–1833), Kaufmann, verheiratet mit Susanna Reber (1777–1819);
- Anna Maria Burckhardt (1770–1792), verheiratet mit Samuel Ryhiner (1766–1847), Präsident des Appellationsgerichts;
- Dietrich Burckhardt (1772–1835), Grossrat, verheiratet mit Salome Hoffmann (1776–1847).

## Mitgliedschaften
Er war, gemeinsam mit Johann Friedrich Münch, Andreas Buxtorf, J. R. Forcart, Andreas Merian und Jakob Sarasin, Mitbegründer der Gesellschaft zur Beförderung des Guten und Gemeinnützigen in Basel.

## Schriften
- Brieven van Peter Burckhardt (1742–1817), geschreven aan Rijklof Michael van Goens (1748–1810). Basel: Mayenfels, 1788–1793.
- Brieven van Rijklof Michael van Goens (1748–1810), geschreven aan Peter Burckhardt (1742–1817). Basel 1791–1792.
- Brief van Peter Burckhardt (1742–1817), geschreven aan Reichsfreiherr Christian von Münch. 1792.
- Brief van Peter Burckhardt (1742–1817), geschreven aan Andreas Buxtorff (1740–1815). 1792.
- Peter Burckhardt, Hans Georg Stehlin: Anrede von J.W. Herrn Amts-Bürgermeister Peter Burckhardt, an die gew. Ausschüsse von Stadt- und Landbürgern bey ihrer feyerlichen Einführung in die Versammlung des Grossen Raths, geh. den 29. Jenner 1798. Antwort von Bürger J.G. Stehlin, v. Benken im Nahmen d. Ausschüsse d. Landschaft – Mitglieder d. Commission der XXX. Basel 1798.
- Peter Burckhardt, R. Ritter: Bekanntmachung d. Municipalität u. Gemeinde-Kammer d. Stadt Basel betr. Wiedereinsetzung d. Regenz in ihre Rechte u. Privilegien: Basel, den 27. Sept. 1802. Basel 1802.
- Anrede Sr. Excellenz des Herrn Landammanns der Schweiz Herrn Peter Burckhardt Bürgermeister des Kantons Basel bei der Eröffnung der allgemeinen eidgenössischen Tagsatzung den 1. Brachmonat 1812. Basel: J. Schweighauser, 1812.
- Freude, Hoffnung, Wunsch in einigen Chören und Wechselgesängen Herrn Peter Burckhardt, Landammann des Schweizerischen Bundesstaates beym Eintritt d. Direktorialjahrs 1812. 1812.
- Peter Burckhardt, Theodor Falkeisen, Karl Renz: Gespräch über die Geschichte Basels, vom Jahre 1357 bis 1400: In der öffentlichen Promotion der Schüler des Gymnasiums auf Burg, zu halten. Basel: Felix Schneider, 1815.